# Президентські вибори у США 1896
Президентські вибори 1896 року проходили 3 листопада та вважаються одними з найбільш драматичних в історії Сполучених Штатів. Кандидат від Республіканської партії Вільям Мак-Кінлі здобув перемогу над демократом Вільямом Дженнінгсом Браяном. Мак-Кінлі сформував коаліцію бізнесменів, кваліфікованих робітників та багатих фермерів. На Північному сході, верхньому Середньому заході та тихоокеанському узбережжі він володів широкою підтримкою. Браян був номінований від демократів, популістів та срібних республіканців (фракції республіканців, що виступали за випуск срібних грошей) з широкою підтримкою на Півдні, сільськогосподарському Середньому заході і в штатах Скелястих гір. Основними предметами передвиборчої кампанії були економічні питання: біметалізм, золотий стандарт, вільне срібло та тарифи. Глава республіканської кампанії Марк Ханна ввів багато сучасних виборчих технологій, які підтримувалися істотним виборчим бюджетом в $3,5 мільйона, що перевищує демократичний в 10 разів.

## Вибори

### Результати

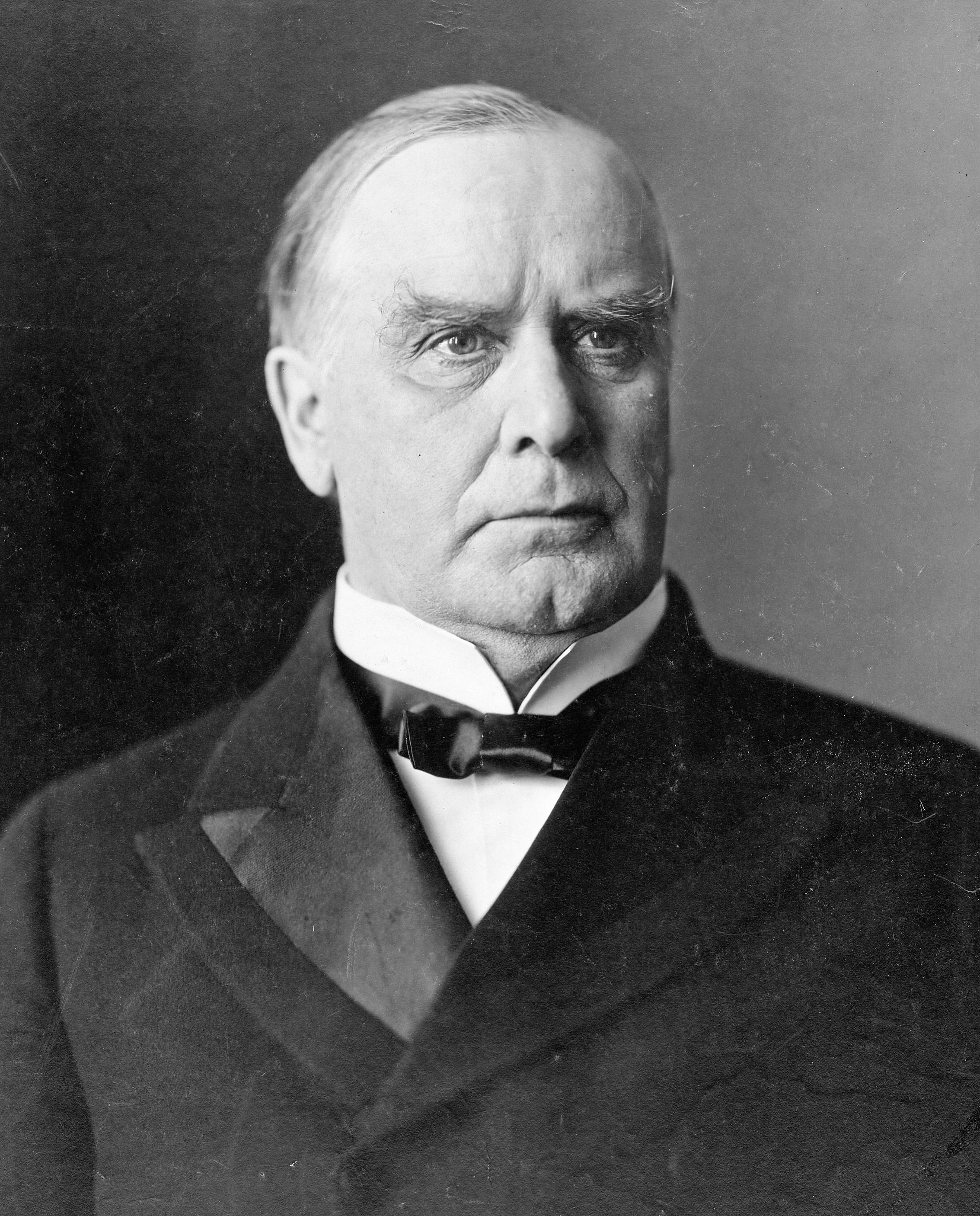
На виборах 1896 року Вільям Мак-Кінлі був обраний 25-м президентом США.

| Кандидат               | Партія                                  | Виборці    | Виборці | Виборники |
| Кандидат               | Партія                                  | Кількість  | %       | Виборники |
| ---------------------- | --------------------------------------- | ---------- | ------- | --------- |
| Вільям Мак-Кінлі       | Республіканська партія                  | 7 112 138  | 51,0 %  | 271       |
| Вільям Дженнінгс Браян | Демократична партія/Популістська партія | 6 510 807  | 46,7 %  | 176       |
| Джон Палмер            | Національна демократична партія         | 133 730    | 1,0 %   | 0         |
| Джошуа Леверінг        | Prohibition                             | 125 088    | 0,9 %   | 0         |
| Чарльз Гораціо Метчетт | Соціалістична трудова партія            | 36 359     | 0,3 %   | 0         |
| Чарльз Юджин Бентлі    | Національна партія                      | 19 391     | 0,1 %   | 0         |
| інші                   |                                         |            |         |           |
| 1 570                  | 0,0 %                                   | 0          |         |           |
| Всього                 | Всього                                  | 13 936 448 | 100 %   | 447       |